# 卡里布-塔基国家森林
卡里布-塔基国家森林（英語：Caribou-Targhee National Forest）是美国的一处国家森林，1903年建立，位处怀俄明州、爱达荷州（犹他州也有一小部分），占地面积超过2.63 × 106英畝（10.6 × 103平方），最近的城市为波卡特洛。